# Zeuctoboarmia simplex
Zeuctoboarmia simplex là một loài bướm đêm trong họ Geometridae.